# FC Petrotrest San Petersburgo
El FC Petrotrest (en ruso: ФК "Петротрест") fue un club de fútbol ruso de la ciudad de San Petersburgo, fundado en 2001. Disputa sus partidos como local en el MSA Petrovsky y compitió en la Primera División de Rusia hasta que se fusionó en el Dynamo San Petersburgo.

## Historia
El club fue fundado el 15 de diciembre de 2001 por la empresa constructora Petrotrest, con sede en San Petersburgo, y comenzó jugando en las ligas regionales. En 2003 adquirió el estatus profesional y logró el ascenso a la Segunda División de Rusia, en la que finalizó en tercer puesto. En la temporada 2004, el Petrotrest logró el ascenso a la Primera División de Rusia, el segundo nivel en el sistema de ligas nacional, tras acabar subcampeón de liga, solo por detrás del Torpedo Vladimir. Sin embargo, en su debut en la Primera División, el club no logró mantener la categoría y descendió, tras una temporada con varios cambios de entrenador y un equipo formado a base de jóvenes futbolistas.
El club participó en la Liga Amateur como FC Dynamo San Petersburgo desde 2007 hasta 2010, año en que volvió a su denominación actual en su regreso a la Segunda División. En 2012 el club ascendió a la Primera división, el segundo nivel de ligas del fútbol ruso, pero en la siguiente temporada se fusionó en el Dynamo San Petersburgo.

## Jugadores
Actualizado el 7 de julio de 2012 según sitio oficial.